# Уинтерс, Энн
Энн Кристи́н Уи́нтерс (англ. Anne Christine Winters, род. 3 июня 1994, Даллас) — американская актриса. Наиболее известна по роли Эммы Эль-Файед в телесериале «Тиран» и Вики Рот в телесериале «Злой город».

## Биография
Энн Уинтерс родилась в Далласе, Техас.
Посещала Христианскую академию Престонвуд.
В возрасте четырёх лет выступала в своей первой музыкальной постановке, и к десяти годам она спела соло для более чем 24 000 человек в Американ Эйрлайнс-центр. Во время обучения Энн жила то в Лос-Анджелесе, то в Далласе, появившись в более чем десятке национальных рекламных роликов и нескольких независимых фильмах. Переехала в Лос-Анджелес, чтобы сосредоточиться на актёрской карьере.

## Фильмография

### Кино
| Год  | Название на русском                      | Название на английском           | Роль            | Примечания      |
| ---- | ---------------------------------------- | -------------------------------- | --------------- | --------------- |
| 2009 | Глория                                   | Gloria                           | студентка       | Короткометражка |
| 2010 | Рождественское шоу                       | A Christmas Snow                 | молодая Кейтлин |                 |
| 2011 | В моем кармане                           | In My Pocket                     | Сара            | [ 5 ]           |
| 2011 | Купер и его команда в Касл-Хилле         | Cooper and the Castle Hills Gang | Лорен           |                 |
| 2014 | Замки из песка: История семьи и трагедия | Sand Castles                     | Лорен Дэйли     | [ 6 ] [ 7 ]     |
| 2014 | Фатальный инстинкт                       | Fatal Instinct                   | Келли Деккер    |                 |
| 2015 | Пропустите свет                          | Pass the Light                   | Гвен            |                 |
| 2016 | Племя                                    | The Tribe                        | Сара            |                 |
| 2017 | #РЕАЛЬНАЯШКОЛА                           | #REALITYHIGH                     | Холли           |                 |
| 2017 | Мама и папа                              | Mom and Dad                      | Карли Райан     |                 |
| 2018 | Вечерняя школа                           | Night School                     | Мила            |                 |
| 2019 | Обратный отсчёт                          | Countdown                        | Кортни          |                 |

### Телевидение
| Год       | Название на русском              | Название на английском     | Роль             | Примечания                        |
| --------- | -------------------------------- | -------------------------- | ---------------- | --------------------------------- |
| 2010      | Летний лагерь                    | Summer Camp                | Бет              |                                   |
| 2013—2014 | Фостеры                          | The Fosters                | Келси            | Второстепенная роль; 6 эпизодов   |
| 2013      | Лив и Мэдди                      | Liv and Maddie             | Кайли Крамер     | Эпизод «Steal-a-Rooney»           |
| 2014—2016 | Тиран                            | Tyrant                     | Эмма Эль-Файед   | Постоянная роль; 16 эпизодов      |
| 2015      | Невеста, которую он купил онлайн | The Bride He Bought Online | Эйвери Линдстром | ТВ фильм                          |
| 2015—2016 | Злой город                       | Wicked City                | Вики Рот         | Постоянная роль                   |
| 2016      | Жестокие намерения               | Cruel Intentions           | Валери Йорк      | ТВ фильм                          |
| 2017—2019 | Зак и Мия                        | Zac and Mia                | Мия Филлипс      | Регулярная роль                   |
| 2018      | 13 причин почему                 | 13 Reasons Why             | Хлоя Райс        | Регулярная роль со второго сезона |
| 2019      | Гранд-отель                      | Grand Hotel                | Ингрид           | Регулярная роль                   |
| 2022      | Орвилл                           | The Orville                | Энсин Чарли Бёрк | Регулярная роль                   |